# Blythe (boneca)
Blythe é uma boneca de moda, com cerca de 28 cm de altura, cabeça desproporcionalmente grande e olhos grandes que mudam de cor ao puxar uma corda. Foi criada em 1972 e inicialmente vendida por apenas um ano nos Estados Unidos pela empresa de brinquedos Kenner (posteriormente adquirida pela Hasbro). Em 2001, a empresa japonesa de brinquedos Takara começou a produzir novas edições das bonecas Blythe. Há uma rede de entusiastas que personalizam a boneca para revenda e criam roupas e sapatos para Blythe. Os entusiastas compartilham fotografias de seus trabalhos e outros tipos de bonecas na Internet.

## História
Blythe foi criada no início dos anos setenta pela designer Allison Katzman na Marvin Glass and Associates e comprada e produzida nos Estados Unidos em 1972 pela agora extinta empresa de brinquedos Kenner. As bonecas Blythe foram vendidas apenas por um ano nos EUA (produzidas em Hong Kong) e também no Reino Unido, Austrália e Japão, durante 1972. Com o tempo, as bonecas Blythe originais da Kenner conquistaram um grupo de colecionadores e, eventualmente, fotógrafos.
Em meados de 1991, a Hasbro comprou a Tonka, que havia adquirido a Kenner Parker Toys, Inc. em 1987. Desde então, todas as propriedades intelectuais são de propriedade da Hasbro.
Em 1997, a produtora de TV e vídeo de Nova York, Gina Garan, recebeu uma Blythe Kenner de 1972 de um amigo e começou a usá-la para praticar suas habilidades fotográficas. Ela começou a levar sua Blythe para todos os lugares e tirou centenas de fotos. Em 1999, ela foi apresentada a Junko Wong da Cross World Connections (CWC) pelo artista e ilustrador Jeffrey Fulvimari. Junko Wong chamou a atenção da Blythe para a Parco, cliente da CWC, como possível modelo virtual para promoção. Em 2000, Gina publicou seu primeiro livro de fotografias da Blythe com a Chronicle Books, intitulado This is Blythe. Em 2001, a Hasbro (atual detentora da marca e licença) concedeu à Takara do Japão e à CWC uma licença para produzir a Nova Edição da Blythe (Neo Blythe). A Blythe foi usada em uma campanha publicitária de televisão pela Parco, a divisão de moda das lojas de departamento Seibu no Japão, e foi um sucesso instantâneo.
Em 2003, Blythe foi o tema de um segmento no especial da VH1, I Love the '70s, onde disseram que ela se parecia com "Barbie com encefalite" ou "Christina Ricci" entre outras coisas. O sucesso no Japão levou a Hasbro a conceder uma licença para a Ashton-Drake Galleries em 2004 para vender réplicas de bonecas Blythe nos Estados Unidos, onde a boneca se tornou um produto de nicho em um mercado marginal, vendendo principalmente para adultos Na primavera de 2009, Alexander McQueen lançou uma linha de moda para a Target com uma campanha publicitária apresentando bonecas Blythe. Em 2010, a Hasbro começou a lançar sua versão da Blythe como parte da linha de brinquedos Littlest Pet Shop.
Em 2021 a última Takara Neo Blythe foi produzida. Em 2022 a Good Smile Company se tornou a fabricante das bonecas Blythe sob a direção de produção da Cross World Connections.

## Lançamentos de bonecas
Existem três tamanhos de bonecas Blythe: as originais de 28 cm (escala 1/6), as "Petite Blythe" de 11,2 cm da Takara e as "Middie Blythe" de cerca de 20 cm Apenas as bonecas em tamanho completo têm olhos que mudam de cor. As primeiras bonecas Petite eram chaveiros, e após algum tempo, o design foi alterado para que os olhos das Petite se fechassem quando a boneca fosse deitada. Os olhos das Middie Blythes podem virar para os lados e sua cabeça pode girar. Bonecas mais antigas são procuradas no mercado de colecionadores, e podem ser vendidas por valores altos chegando a vários milhares de dólares para uma boneca original Kenner ou mil dólares ou mais para as primeiras edições Neo da Takara.

### Bonecas Kenner originais (1972)
Em 1972, a Kenner lançou versões da boneca com quatro cores de cabelo nos EUA, uma morena com franja volumosa, uma morena com risca lateral, uma morena mais escura com franja fina, uma loira com risca lateral, uma ruiva com franja, e outra ruiva com risca lateral. Doze roupas diferentes também foram lançadas, junto com quatro perucas coloridas. As bonecas também foram lançadas no Japão em 1972 pela Tomy sob o nome da marca Mahou no Hitomi Ai Ai Chan. As roupas e o design da caixa eram completamente diferentes das lançadas em outros países e são extremamente raras. Elas também foram vendidas no Reino Unido pela Palitoy e na Austrália pela Toltoys, ambas empresas irmãs da Kenner sob a General Mills

### Cross World Connections

#### Era Takara (2001–2021)
A partir de 2001, a Takara lançou inicialmente novas bonecas Blythe de forma esporádica, mas depois passou a lançar novas versões da Blythe a cada mês. Sob a direção criativa de Junko Wong, a CWC produziu 207 Neo Blythes, 211 Petites e 17 da mais recente adição à linha Blythe: as bonecas. Middie Blythe Todas essas Blythes foram exibidas na Parco Factory no 10º aniversário, de junho a julho de 2011. As versões mais recentes das bonecas Petite Blythe têm "olhos sonolentos" e corpos flexíveis. As cabeças das Middies inclinam-se e seus olhos olham para a esquerda e para a direita sem mudar de cor.
Os corpos das bonecas de tamanho normal variam dependendo do período de lançamento. As primeiras edições de 2001-2002 usavam o corpo da boneca Licca. Em junho de 2002, em comemoração a 1 ano de lançamento das Blythes pela Takara/CWC, a boneca Miss Anniversary foi lançada com o "Corpo Excelente" bastante similar ao da Blythe original lançada pela Kenner. As primeiras bonecas também tinham uma superfície brilhante, mas algumas tinham o rosto fosco também.
Os primeiros moldes faciais das bonecas Blythe de reprodução são referidos como BL. Dois outros moldes faciais seguiram o molde BL, o molde Excellent, ou EBL, e o molde Superior, ou SBL, em 2003. Em 2006, um novo molde facial, o molde Radiant ou RBL, foi introduzido para se parecer mais com o da Kenner, incluindo olhos ligeiramente mais largos. Em 2009, outro novo molde facial, o molde Fairest ou FBL, foi lançado com textura fosca e orifícios oculares menores. O molde BL e o molde EBL são, na verdade, o mesmo molde. A diferença no molde EBL foram mudanças internas importantes para tornar o mecanismo dos olhos mais resistente. Em 2013, devido ao desgaste no molde Radiance, ou RBL, um novo molde chamado Radiance+, ou RBL+, foi lançado e supostamente se parece exatamente com o molde Radiance. Algumas mudanças também foram feitas no mecanismo dos olhos, tornando-o muito mais leve e mais fácil de trocar em comparação com lançamentos anteriores.
Em 2013, a Hasbro deixou as Petite Blythes para trás em favor de uma nova boneca redesenhada, o que parecia ser o fim da colaboração entre as marcas, apesar disso a boneca ainda era chamada de Blythe, mas o logotipo Blythe não era mais usado. Em dezembro de 2012, a Takara/CWC lançou a Petite Blythe Suri Tebya Lyublyu, após 2 anos desde a Petite Blythe Birthday Party Surprise.

#### Era da Good Smile Company (2021–presente)
A partir de julho de 2021, a Good Smile Company começou a fabricar e distribuir produtos da boneca "Blythe". Os direitos autorais e licenças (direitos de propriedade intelectual) da Blythe continuarão pertencendo à fabricante de brinquedos americana Hasbro, e a Cross World Connections continuará responsável pela produção criativa da série Blythe. Não haverá grandes mudanças nas especificações ou designs das bonecas, mas algumas outras alterações incluem o uso de novos moldes para o rosto e partes do corpo, e os produtos "Blythe" serão recomendados para maiores de 15 anos.

### Outras encarnações
A Ashton-Drake Galleries produziu réplicas quase exatas das 5 bonecas originais da Kenner em 2005-2006, juntamente com réplicas baseadas nos trajes originais da Kenner. O primeiro lançamento tinha tons de pele com um leve tom verde. Um segundo lançamento em 2007 era menos verde e mais pêssego-rosado. Ambos os lançamentos têm uma textura de superfície fosca. Ashton Drake lançou um total de 12 bonecas Blythe em tamanho real, mas encerrou a produção em 2008
Em 2010, a Hasbro lançou a linha Blythe Loves Littlest Pet Shop como parte da sua encarnação de 2004 da linha de brinquedos Littlest Pet Shop, com bonecas Blythe como petsitters para seus brinquedos de animais na mencionada linha de brinquedos. Blythe é a protagonista nos curtas animados Littlest Pet Shop Presents produzidos pelo Cosmic Toast Studios e lançados online pela Hasbro (voz desconhecida). Outra encarnação da personagem, chamada Blythe Baxter (dublada por Ashleigh Ball), estrela na série de televisão animada Littlest Pet Shop de 2012, bem como nos seus curtas relacionados (não confundir com os curtas da Cosmic Toast), produzidos pela Hasbro Studios e DHX Media.